# Faro (piwo)

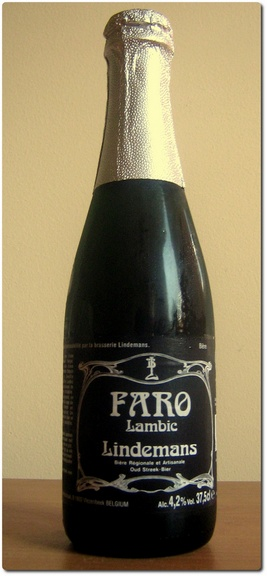
Faro browaru Lindemans

Faro – rodzaj belgijskiego piwa. Powstaje przez kupażowanie różnych roczników piwa typu Lambic. Dosładzany kandyzowanym lub skarmelizowanym cukrem. Zawiera 4–6% alkoholu.